# Guerre Almohade-Ayyoubide
Batailles
Bataille d'Oumra - Bataille d'El-Hamma - Bataille de Gafsa - Siège de Gafsa - Siège de Gabès - Prise de Tozeur - Massacre de Gafsa - Prise de Tripoli
La Guerre Almohad-Ayyubide a eu lieu entre 1187-1188, les almohades dirigés par leur nouveau calife Abu Yusuf Yaqub al-Mansur ont lancé une campagne en réponse aux hostilités des Beni Ghania en ifriqiya.

## Contexte
En 1185, De nombreuses armées Ayyoubides sont envoyées en Ifryqia par le sultan Saladin, il donne le commandement de ses armées à son neveu Qaraqush qui va progressivement annexer l'Ifriqiya.
Apprenant cela, le sultane Abu Yusuf Yaqub al-Mansur qui se trouvait en Andalousie a ce moment la, reviens à Fès et prépare une armée d'environ 20 000 cavaliers. Le sultane des almohades arrive à Tunis et donne une armée de 6000 cavaliers à son neveu qui subira une défaite[réf. incomplète],.

## Guerre
Après cette incident, Abu Yusuf Yaqub al-Mansur décide de prendre le commandement des armées lui même et rencontre le Général Qaraqush qui s'était allié à la tribu des Beni Ghania entre temps à El Hamma ou l'almohade sortit victorieux. 
Le sultan decide de retourner a Tunis jusqu'au 20 septembre avant de lever une armée près de Gabès où il mettra en déroute Ibn Ghaniya et les siens, a la suite de cette bataille, Yusuf decide de assiégé directement Gabès dont il s'empare facilement et emprisonne femmes et enfants pour ensuite les ramener au Maroc,[réf. incomplète],,.
Le sultan ne perd pas de temps et continue sa politique de reconquête en Prenant Touzer et massacrant tout les habitants et détruisant tout ce qui s'y trouve, après cela il revient à Gabès et massacre tout les Beni Ghania et contingents arabe mais pardonne au Oghouzes de l'armée Ayyubide qu'il intègre à son armée. À la suite de cela, en 1188, Abu Yusuf Yaqub al-Mansur décide d'assiéger Tripoli dont il s'empare ce qui marquera la fin de la guerre,,,.

## Conséquence
Saladin avait initialement manifesté un intérêt pour la conquête de l'Afrique du Nord en 1175, mais en 1189, ses priorités avaient changé. Il se concentra sur la Syrie et la Palestine en réponse à la menace de la Troisième croisade. Face à ce danger, il fit appel à Yaqub al-Mansur pour obtenir de l'aide,. 
Après sa défaite contre les Almohades et la perte du soutien égyptien, Qaraqush abandonna son alliance avec les Banu Ghaniya et se soumit aux Almohades à Tunis. Dans une lettre adressée à al-Mansur en 1190, Saladin désavoua Qaraqush et ses compagnons pour leurs actes de pillage et de violence.